# 毛茄
毛茄（学名：Solanum lasiocarpum）又名羊不食，为茄科茄属下的一个种。

## 扩展阅读
- 維基物種上的相關：毛茄